# 徐綺雯

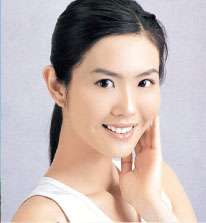
拍攝於廣告工作中

徐綺雯（Candy Choi）出生於澳門，天瓶座，曾留學英國,先後畢業於「澳門大學」（英文傳意系）、「香港城市大學」（英文系碩士）、「香港大學」（法律系）。
曾經擔任「澳門電視台」擔當主持，節目包括「TDM快訊」、「TDM萬花筒」、「至IN至HIT繽紛集」、「靚太好易做」。以及「澳門電台」(FM100.7) 擔任DJ，主持清談節目「靚太好易做」。
之後進入香港「新城知訊台」(FM99.7) 任DJ, 主持清談節目「郎才女貌」，及「新城數碼音樂台」主持音樂節目「當家私房Choice」。
及後在香港發展模特兒事業，參與多項演出，包括硬照廣告、電視廣告、時裝展、婚紗展等等。
參與「亞洲聯合衛視」電視台任嘉賓主持, 主持時尚潮流節目「香港範」。
出任「香港聖約翰救傷隊」港島區鰂魚涌支隊支隊副會長。
2023年5月考獲NGH催眠治療師專業資格。

## 曾拍攝廣告
Canon 相機、KFC、護己護人，齊打疫苗廣告、新鴻基地產、中銀香港、ParknShop、IFC、香港時代廣場、信和集團、美贊臣奶粉、可口可樂、屈臣氏、鑽石能量水、柯達相機、排毒美顏寶、高登眼鏡、4+4髮型用品、HEKURA床褥、FANCL HOUSE、紐約人壽、維記鮮奶、LEXMARK打印機、香港衛生署、香港運輸署、台灣三菱汽車、中國新飛空調、中國UL檢測公司、K & K Property、米亞蒂美容纖體中心、澳門永利酒店、澳門電訊、澳門機場管理有限公司等等。

## 曾參與時裝展
Hong Kong Fashion Week、I DO 婚紗展、現代經典婚紗展、六福珠寶時裝展、Vera Wang 婚紗展等等。

## 曾參與司儀工作
澳門四季酒店 Walk On Water開幕典禮（English）、澳門威尼斯人「福臨金光」開幕典禮 (Cantonese)、康業信貸快遞 (Cantonese) 、香港Asana Wellness新品發佈會、香港專業攝影師公會及 Art Basel 合辦開幕典禮 (Cantonese & English)、太陽國際金融集團Shining Award 頒獎典禮2014（Cantonese）、坪山茶業集團成功上市慶祝晚宴（Mandarin）、香港專業攝影師公會2013年展開幕典禮(Cantonese & English) 、香港Green i-Sim電話卡新聞發佈會（Cantonese）、中國電訊2014新春團拜晩宴（Cantonese）、澳門扶康會「 跨越十年，創新里程」會慶晚宴 (Cantonese) 等等。

## 部分新聞連結

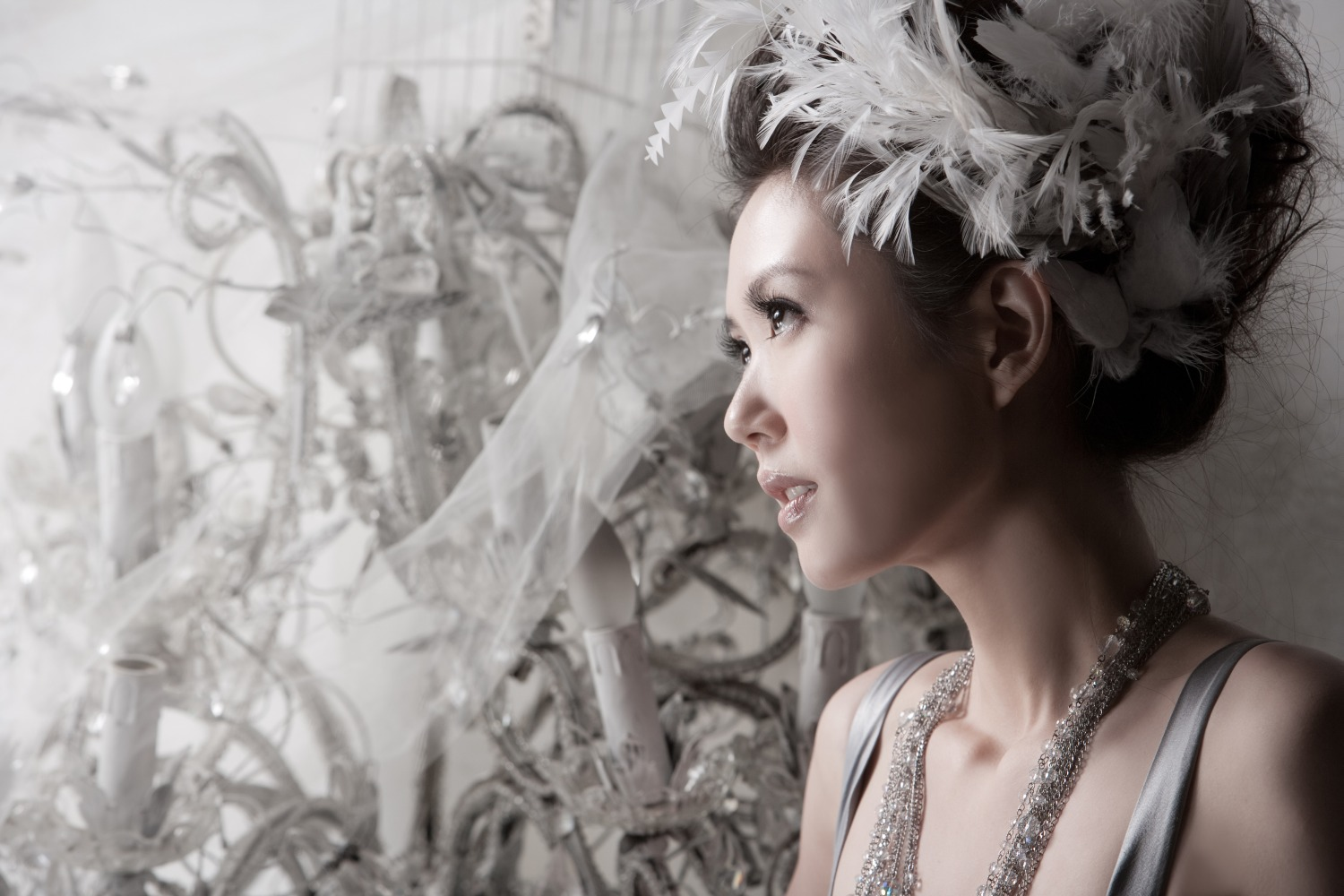
2011年個人相片集中之相片
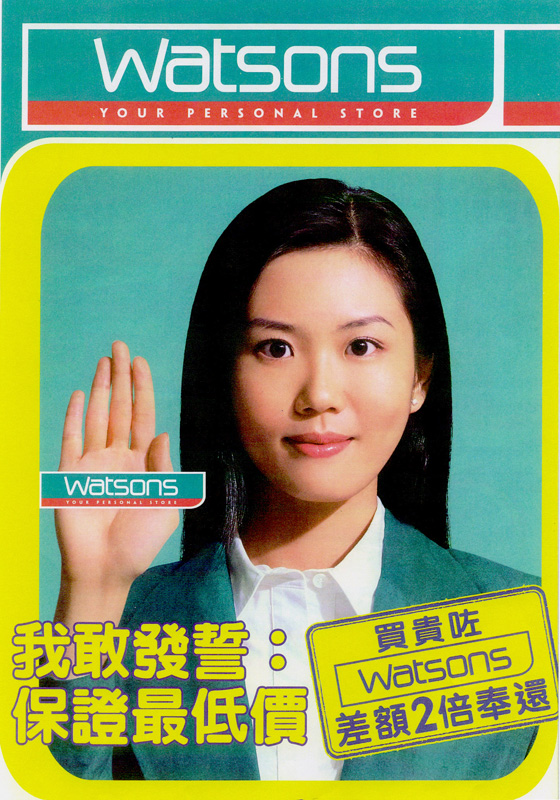
拍攝廣告海報

- 壹周刊「名人家居」［http://tvb4life.pixnet.net/blog/post/181033437-名人家居-徐綺雯%E3%80%80中山-泰悠閒-壹周刊-1266期］
- 都市日報
- 東網
- 東方日報
- 頭條日報 ［http://hd.stheadline.com/ent/ent_content.asp?track=news&contid=179127&srctype=g］
- 太陽報 ［http://the-sun.on.cc/cnt/news/20150313/00410_041.html] （页面存档备份，存于）
- 太陽報   （页面存档备份，存于）
- Yahoo News
- Yahoo Celebrity （页面存档备份，存于）
- Yahoo Style  （页面存档备份，存于）

- 2011年個人相片集中之相片
- 拍攝廣告海報